# Transi

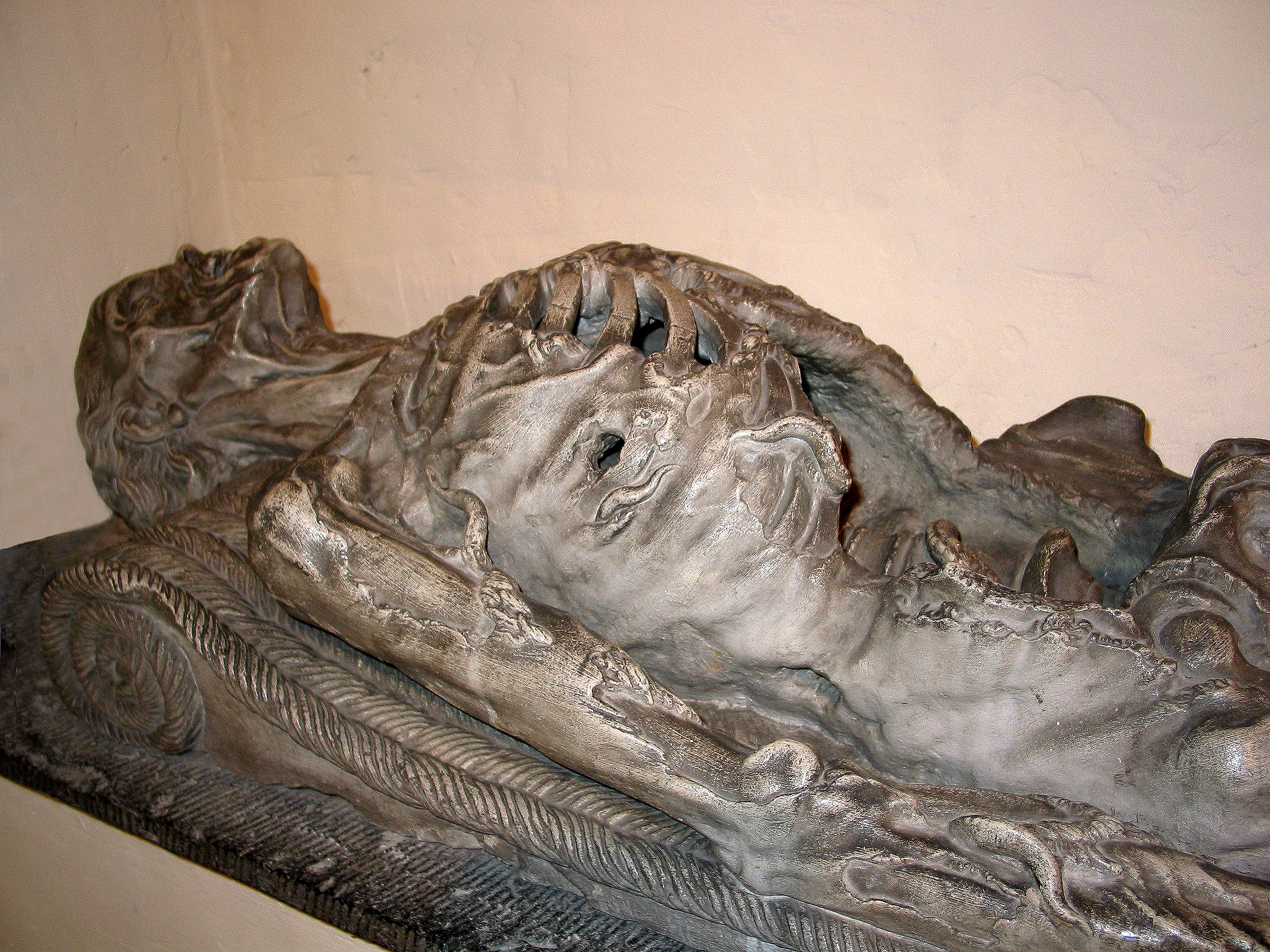
L'homme à moulons (O homem com vermes) em Boussu, Bélgica (séc. XVI)

Um transi, também dito tumba memento mori e, popularmente, tumba de cadáver, é um tipo de efígie na forma de um cadáver em decomposição, particularmente característica da arte tumular da Idade Média posterior.

## Contexto

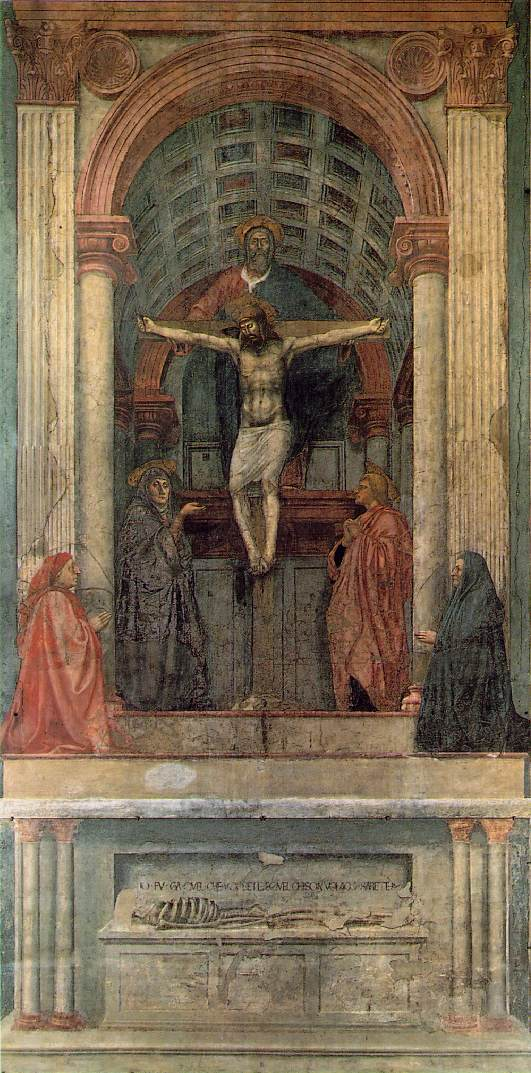
Uma representação pintada de um transi, na parte baixa de um afresco de Masaccio, em Santa Maria Novella, em Florença (1425-28).

Na arte tumular, uma representação de um cadáver em decomposição é chamada transi. Esse termo tem origem no particípio do verbo francês transir, por sua vez derivado dos termos latinos trans (através) e ire (ir, passar). Assim, um transi representa a transição do corpo da vida para a morte em estado último, isso é, da vida para o pó. Complementarmente, o termo túmulo de cadáver pode ser aplicado a esses outros tipos de monumentos funerários, incluindo esqueletos e defuntos completamente envoltos em sudários. O termo tumba memento mori, por sua vez, indica especificamente monumentos funerários com representações de esqueletos.  
Em túmulos "de dois andares" o túmulo exibe em sua parte superior uma efígie da pessoa morta, como eram antes da morte ou logo após a sua morte. Em geral essas representação mostram o morto em tamanho próximo ao natural, e às vezes representado de joelhos em oração. E, em sua parte inferior, o túmulo exibe a representação de um cadáver apodrecendo, muitas vezes envolto por vermes e outros animais selvagens que comem a sua carne.  
A iconografia é regionalmente distinta: a representação de vermes nesses cadáveres é mais comumente encontrada no continente europeu e, especialmente, nas regiões de cultura germânica. A disseminação de imagens de cadáveres em danças macabras, no final da Idade Média, também pode ter influenciado a iconografia de transis.
Na arte funerária cristã, os túmulos de cadáveres desviavam-se da prática usual de mostrar uma efígie da pessoa como se ainda estivesse viva. Um dos primeiros exemplos é a famosa efígie no túmulo de várias camadas do cardeal Jean de La Grange (falecido em 1402), em Avignon, na França. 
O termo também pode ser usado para um monumento que mostre apenas o cadáver sem a pessoa viva. A escultura destina-se a ser um exemplo didático de quão transitória é a glória terrena, pois retrata o fim comum a todas as pessoas. O estudo de Kathleen Cohen sobre cinco religiosos franceses que encomendaram túmulos transi mostrou que, em comum, essas pessoas vivam em culturas mundanas e de ostentação do sucesso, que pareciam exigir uma exibição chocante da transitoriedade da morte. Um exemplo clássico é o Transi de Renato de Chalon, de Ligier Richier, na igreja de Santo Estevão, em Bar-le-Duc, na França.
Essas tumbas de cadáveres, com suas intrincadas esculturas, eram feitas apenas para nobres de alto escalão, geralmente membros da realeza e altas autoridades eclesiásticas, porque exigiam grandes somas de dinheiro para serem encomendadas e porque apenas os mais poderosos tinham condições de abriga-las nos espaços limitados das igrejas. Alguns túmulos para a realeza eram túmulos duplos, tanto para um rei como para uma rainha. Os reis franceses Luís XII, Francisco I e Henrique II foram duplamente retratados, em efígie e como cadáveres nus, em seus dois túmulos de dois andares na Basílica de Saint-Denis, nos arredores de Paris. No entanto, existem também outras variedades, como imagens de cadáveres esculpidos em lajes de pedra e esculpidos em metal fundido.

## Países

### França

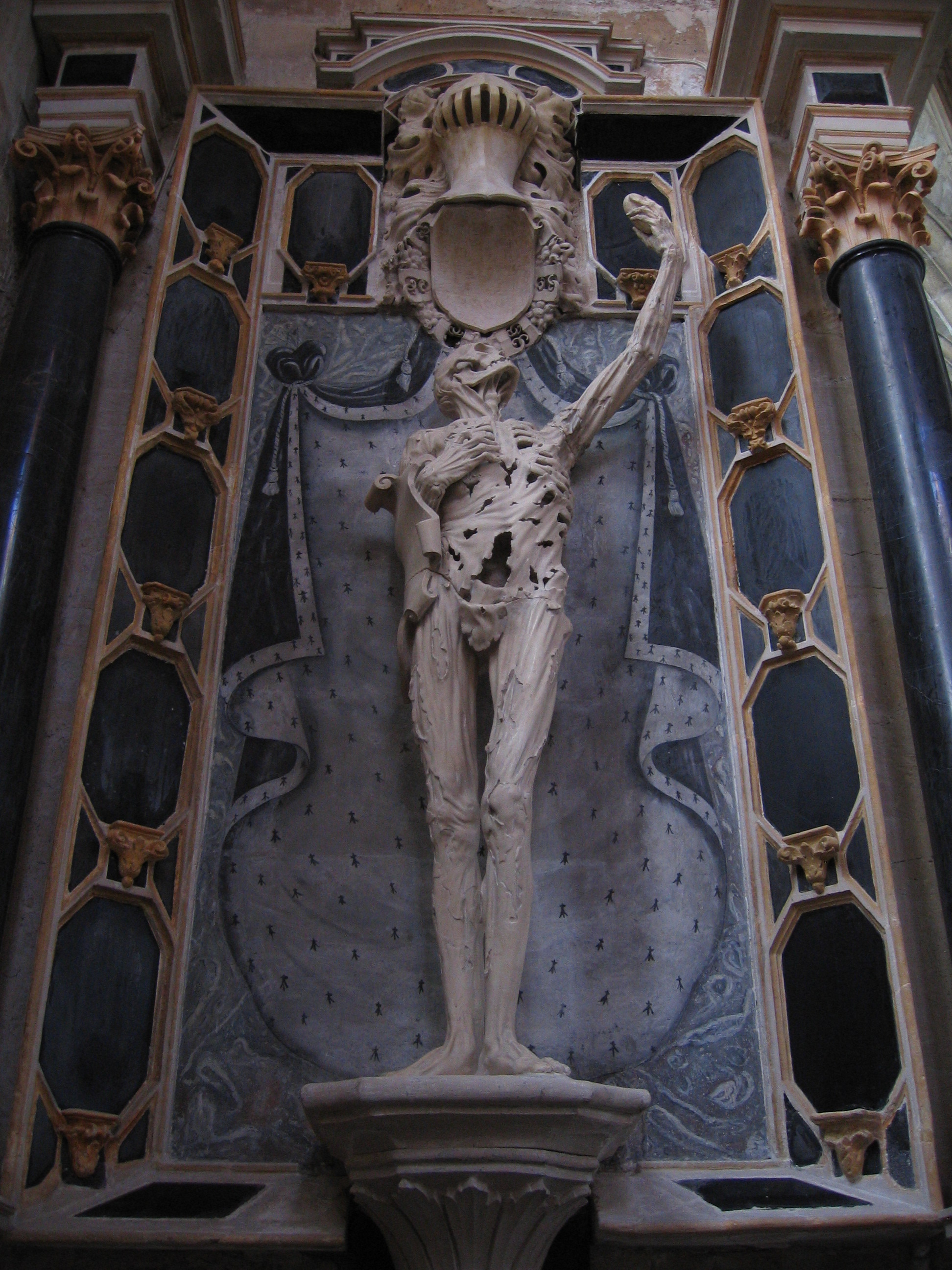
Le Transi de René de Chalon, Igreja de Santo Estevão, em Bar-le-Duc, na França. Escultura de Ligier Richier.

A França tem uma longa história de transis, e foi onde esse termo se originou. Um dos exemplos mais antigos e anatomicamente convincentes é a efígie esquelética do médico medieval Guillaume de Harsigny (morto em 1393), em Laon. Kathleen Cohen lista muitos outros exemplos existentes. Houve um reavivamento desse tipo de monumento tumular durante o Renascimento, como testemunham os túmulos de Luís XII e sua esposa Ana da Bretanha, em Saint-Denis, e da rainha Catarina de Médicis e de seu marido Henrique II enterrado em uma tumba de cadáveres. 

### Inglaterra
O mais antigo transi conhecido na Inglaterra é uma gravura, portanto superficial, de uma efígie na laje tumular de um certo John the Smith (c.1370), em Brightwell Baldwin (Oxfordshire).
A partir do séc. XV, transis esculpidos também surgiram na Inglaterra, e monumentos desse tipo podem ser vistos em muitas catedrais e em algumas igrejas paroquiais. O mais antigo sobrevivente, na Catedral de Lincoln, é do bispo Richard Fleming, que morreu em 1431. A Catedral de Cantuária abriga o famoso monumento de cadáver de Henry Chichele, arcebispo da Cantuária (1414-1443). A Catedral de Exeter abriga uma tumba desse tipo esculpida no séc. XVI, inscrita com: 'Eu sou o que você será, e eu era o que você é. Reze por mim, peço-lhe". A Catedral de Winchester também possui dois túmulos de cadáver.   
Um exemplo pós-medieval é a efígie encoberta do poeta John Donne (m. 1631), na cripta da Catedral de São Paulo, em Londres. Exemplos do período moderno significam fé na ressurreição.

### Itália
Transis são encontrados em muitas igrejas italianas. Andrea Bregno esculpiu algumas delas, incluindo as do cardeal Alain de Coëtivy em Santa Prassede, do cardeal Ludovico d'Albert em Santa Maria in Aracoeli e do bispo Juan Díaz de Coca na igreja de Santa Maria sopra Minerva, em Roma.
Três outros monumentos são os do cardeal Matteo d'Acquaspart em Santa Maria in Aracoeli, do bispo Gonsalvi (1298) e do cardeal Gonsalvo (1299) (ambos localizados na Basílica de Santa Maria Maior), todos esculpidos por Giovanni de Cosma.
A Basílica de São Pedro contém ainda outro transi, no túmulo do Papa Inocêncio III, esculpido por Giovanni Pisano.

### Alemanha e Países Baixos

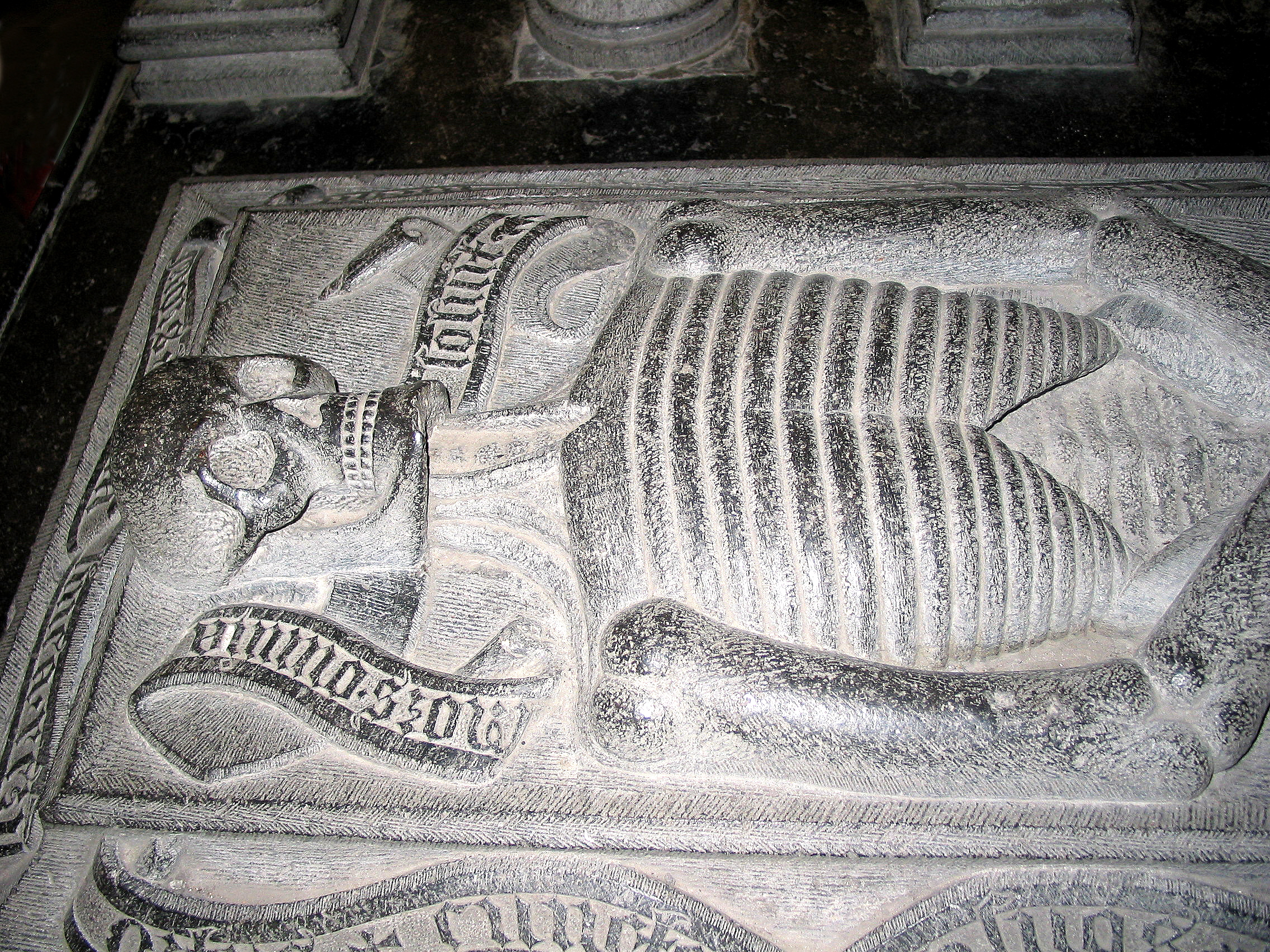
Parte baixa da figura reclinada de João III de Trazegnies e sua esposa, Isabeau de Werchin (1550). Trazegnies, atualmente na Bélgica.

Há vários monumentos de cadáveres e lajes de túmulos que podem ser encontrados na Alemanha e nos Países Baixos. Um exemplo impressionante é o monumento de dois andares localizado em Vianen, perto de Utrecht, que representa Reynoud van Brederode (m. 1556) e sua esposa Philippote van der Marck (m. 1537) como figuras encobertas no nível superior, e abaixo deles um único cadáver. 

### Irlanda
Um total de 11 transis foram registrados na Irlanda, muitos dos quais não estão mais em seus locais de origem. O mais antigo registro completo desses monumentos foi compilado por Helen M. Roe em 1969. Um dos exemplos mais conhecidos desta tradição é a monumental pedra calcária conhecida como 'The Modest Man', dedicada a Thomas Ronan (morto em 1554), e sua esposa Johanna Tyrry (m. 1569), que atualmente se encontra da cidade de Cork. Este é um dos dois exemplos que foram registrados nessa localidade. 
Uma variante disso são as Pedras Cadáver, que nem sempre fazem parte de um túmulo. Às vezes eles são simplesmente a parte superior realocada do túmulo, como é o caso da pedra tirada do túmulo de Sir Edmond Goldyng e sua esposa Elizabeth Fleming, construída na parede do pátio da igreja de São Pedro da Irlanda, Drogheda no início parte do século XVI. 